# Рёзинг, Ганс-Рудольф
Ганс-Рудольф Рёзинг (нем. Hans-Rudolf Rösing; 28 сентября 1905, Вильгельмсхафен — 16 декабря 2004, Киль) — немецкий офицер-подводник, капитан 1-го ранга (1 марта 1943 года).

## Биография
1 апреля 1925 года поступил на флот кадетом. 1 октября 1928 года произведён в лейтенанты. Служил на легких крейсерах «Нимфа» и «Кёнигсберг». Уже в 1930 году Рёзинг оказался в числе морских офицеров, которым была поручена работа по воссозданию подводного флота (который Германии было запрещено иметь по условиям Версальского мира). В том числе занимался размещением заказов на строительство подлодок на зарубежных верфях.
Затем Рёзинг командовал S-15 и S-3, руководил подводной школой.
С 21 сентября 1935 года командовал подлодкой U-11, в 1937 году — подлодкой U-35, с октября 1937 по август 1938 года — подлодкой U-10. В 1937 году совершил плавание к Азорским островам. В 1938 служил в Торпедной инспекции, где занимался тестированием новых торпед. С декабря 1938 года командир 5-й флотилии подводных лодок (расформирована в декабре 1939 года).

## Вторая мировая война
С января 1940 года командир 7-й флотилии.
21 мая 1940 года назначен командиром подлодки U-48 (ранее ею командовал Герберт Шультце), на которой совершил 2 похода (проведя в море в общей сложности 57 суток) в Северную Атлантику.
29 августа 1940 года награждён Рыцарским крестом Железного креста.
Всего за время военных действий Рёзинг потопил 12 судов общим водоизмещением 60 702 брт и повредил 1 судно водоизмещением 5888 брт.
3 сентября 1940 года назначен офицером связи ВМФ при командовании итальянскими подводными лодками в BETASOM.
В марте—августе 1941 года командовал 3-й флотилией подводных лодок. В июле 1942 года Рёзинг назначен командующим подводными лодками на Западе, ему подчинены все подводные лодки, действовавшие с баз во Франции (за исключением Средиземного моря).
В конце 1944 года штаб Рёзинга был переведён в Норвегию. В мае 1945 года сдался союзникам. В 1946 году освобождён.

## Послевоенная служба
В 1956 году поступил на службу в ВМС ФРГ. С 1957 года командующий военно-морским отделом «Нордзее», с 1962 года — командующий 1-го военного округа ВМС, контр-адмирал (27 ноября 1962 года). В 1965 году вышел в отставку, а в следующем году награждён Федеральным крестом за заслуги.